# Красичин (Львовская область)
Красичин (укр. Красічин) — село в Каменка-Бугской городской общине Львовского района Львовской области Украины.
Население по переписи 2001 года составляло 63 человека. Занимает площадь 0,203 км². Почтовый индекс — 80424. Телефонный код — 3254.